# Perilitus modestus
Perilitus modestus är en stekelart som beskrevs av Sergey A. Belokobylskij 2000. Perilitus modestus ingår i släktet Perilitus och familjen bracksteklar. Inga underarter finns listade i Catalogue of Life.